# Tehuacán (sitio arqueológico)

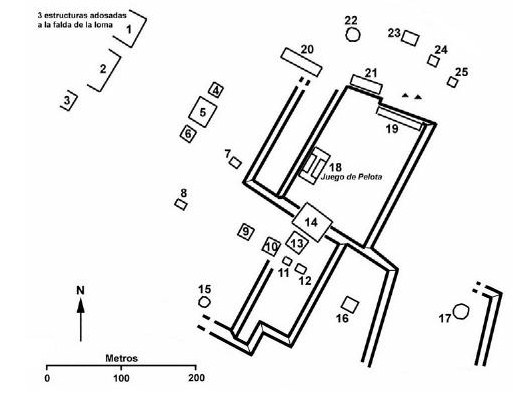
Plano que muestra las estructuras de Tehuacán

Tehuacán es un sitio arqueológico de la época precolombina, está ubicado en los municipios de San Vicente y Tecoluca en el departamento de San Vicente de la república de El Salvador. El sitio arqueológico fue explorado en abril de 1892 por Darío González. 
Fue habitado aproximadamente desde el siglo VII, las evidencias arqueológicas muestran que Tehuacán tuvo intercambio comercial con Quelepa. Su época de auge lo alcanzó al mismo tiempo que Cihuatán entre 900 a 1200. Para el periodo posclásico se había convertido en un sitio nahua y sede de uno de sus cacicazgos. Después de la caída de Cihuatán, la ciudad entró en decadencia hasta que fue deshabitada alrededor del 1400.
Tehuacán y otros sitios precolombinos fueron declarados Monumentos Arqueológicos Nacionales mediante Decreto Legislativo N.º 508, del 6 de mayo de 1976, publicado en el Diario Oficial N.º 95, Tomo N.º 251, del 24 de mayo de 1976.

## Estructuras de Tehuacán
El sitio arqueológico de Tehuacán está situado en las faldas del Volcán de San Vicente. Y abarca un área de unos 3 km², dentro de los cuales el centro ceremonial abarca un área de alrededor de 1 y 1/2 km². 
El centro ceremonial de Tehuacán tiene forma rectangular y está conformado por plataformas rectangulares y escalonados más largos de norte a sur, en el centro de estas plataformas se encuentran varias áreas rectangulares que son las bases de estructuras precolombinas. Estas plataformas están separadas por unas 10 o 12 murallas bajas de piedra y tierra que se unen en sus extremos y cuentan con entradas empedradadas. Al sur está ubicado la pirámide principal, la cual mide 65 m de ancho, 40 m de largo y unos 20 m de altura.